# Макалистер, Линда Лопес
Линда Лопес Макалистер (англ. Linda López McAlister; 10 октября 1939, Лос-Анджелес, Калифорния, США — 9 ноября 2021, Альбукерке, Нью-Мексико, США) — американский философ, почётный профессор философии (Professor Emerita, 1999). Известна как теоретик и практик феминистской философии, много лет проработала в Университете Южной Флориды (USF). Она также работала на радио кинокритиком и руководила собственной театральной труппой.

## Биография
Макалистер закончила Барнардский колледж и получила степень доктора философии Корнельского университета. В качестве старшего научного сотрудника программы Фулбрайта в Вюрцбургском университете она вместе с коллегой организовала первую встречу женщин-философов в Германии. Это событие привело к созданию Международной ассоциации женщин-философов.
Макалистер преподавала в Бруклинском колледже и Государственном университете Сан-Диего, университете Южной Флориды. Была администратором системы государственных университетов Флориды. С 1987 года до выхода на пенсию в 1999 году она вернулась в USF, где преподавала философию и женские исследования. Последние три года в USF была заведующей кафедрой.
Редактор (1990–95) и соредактор (1995–98) «Hypatia: A Journal of Feminist Philosophy». Она перевела и отредактировала английское издание «Психологии с эмпирической точки зрения» австрийского философа Франца Брентано. Она организовала конференцию Международной ассоциации женщин-философов в 1998 году; это была восьмая конференция организации, первая из которых проводилась за пределами Европы. В том же году Общество женщин-философов назвало её выдающейся женщиной-философом года.
Макалистер была критиком The Women’s Show на радиостанции WMNF в Тампе с 1990 по 1999 год. С 2004 года она была ведущей Radio Theater на радио KUNM в Альбукерке. Она основала театральную компанию, связанную с Национальным латиноамериканским культурным центром, известную как Camino Real Productions.
Линда Макалистер женилась на Шэрон Боде в 2008 году. Линда умерла от сердечной недостаточности в Альбукерке 9 ноября 2021 года.